# New Liberty (Iowa)
New Liberty – miasto w Stanach Zjednoczonych, w stanie Iowa, w hrabstwie Scott. Zgodnie ze spisem statystycznym z 2000 roku, miasto liczyło 121 mieszkańców.